# Programa Plowshare

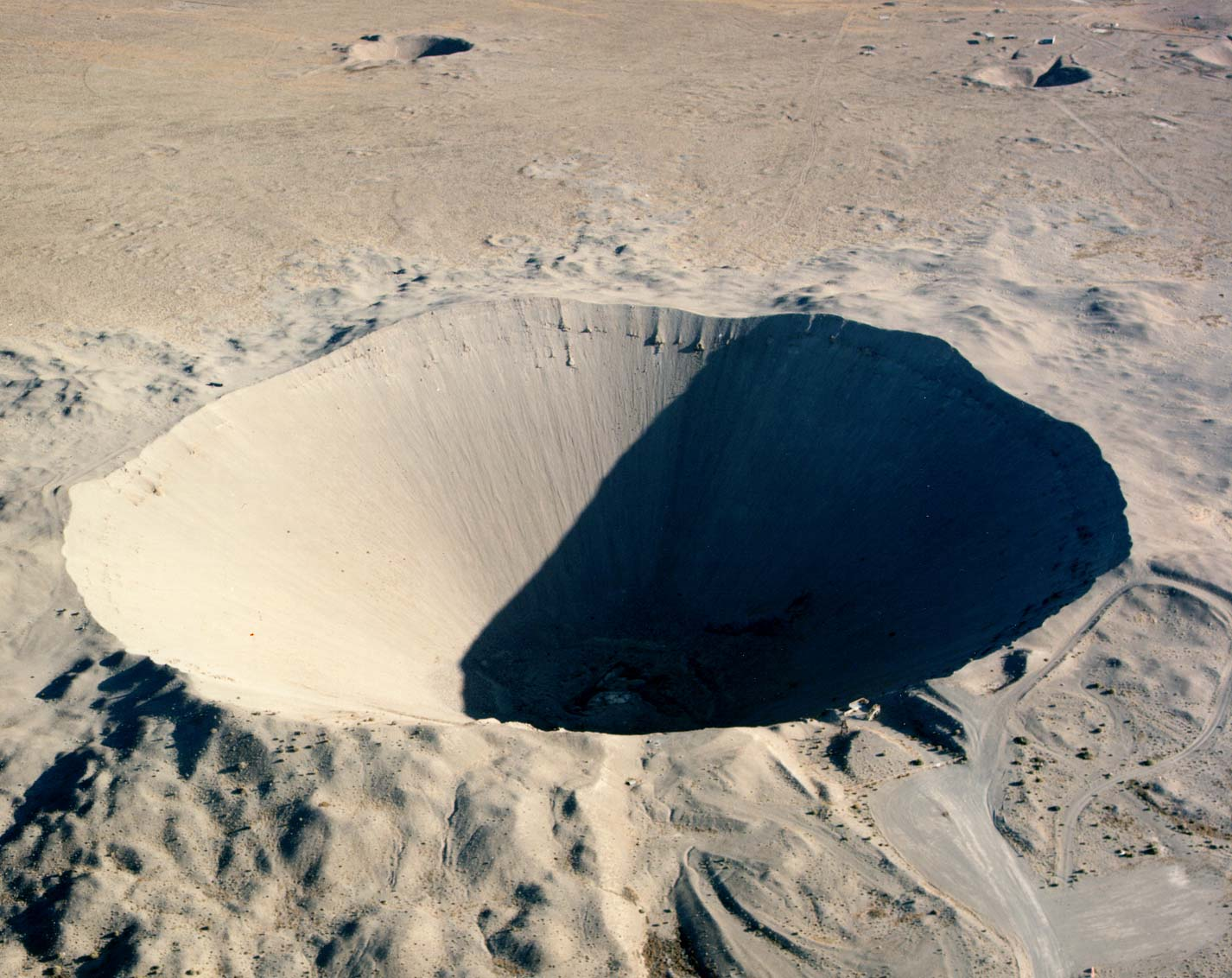
O teste nuclear de "Sedan" de 1962 deslocou 12 milhões de toneladas de terra e criou uma cratera de 320 pés (100 m) de profundidade e 1 280 pés (390 m) de largura

O Projeto Plowshare foi o programa geral dos Estados Unidos para o desenvolvimento de técnicas para usar explosivos nucleares para fins de construção pacífica. O programa foi organizado em junho de 1957 como parte dos esforços mundiais do Atoms for Peace. Como parte do programa, 31 ogivas nucleares foram detonadas em 27 testes separados. Um programa semelhante foi realizado na União Soviética sob o nome de Explosões Nucleares para a Economia Nacional.
Demonstrações bem-sucedidas de usos não-combatentes de explosivos nucleares incluem detonação de rochas, estimulação de gás apertado, fabricação de elementos químicos,  desvendando alguns dos mistérios do processo R da nucleossíntese estelar e sondando a composição da crosta profunda da Terra, criando reflexão sismologia vibroseis dados que têm ajudado geólogos e prospecção de mineradoras de seguimento.
O teste nuclear de Sedan também levou os geólogos a determinar que a cratera Barringer foi formada como resultado de um impacto de meteoro e não de uma erupção vulcânica, como havia sido assumido anteriormente. Esta se tornou a primeira cratera na Terra definitivamente comprovada como sendo de um evento de impacto.

Os impactos negativos dos testes do Projeto Ploughshare geraram uma oposição pública significativa, o que acabou levando ao término do programa em 1977. Essas consequências incluíram água tritiada (projetada para aumentar pela CER Geonuclear Corporation a um nível de 2% do nível máximo para água potável) e a deposição de precipitação de material radioativo sendo injetado na atmosfera antes que os testes subterrâneos fossem obrigatórios por tratado.